# 伊戈尔·伊戈申
伊戈尔·尼古拉耶维奇·伊戈申（羅馬化：Igor Nikolayevich Igoshin；1970年12月11日—）是俄罗斯政治人物，第三、四、五、六、七和八届国家杜马。2004年，他被授予经济学和政治学全博士学位。他的论文因抄袭而闻名。
1995年至1998年，他担任股份公司“Agroproduct”的首席执行官。1999年，他当选第三届国家杜马代表。2003年、2007年、2011年、2016年和2021年分别连任第四、五、六、七和八届国家杜马。他代表的选区为弗拉基米尔选区。

## 制裁
克拉索夫于2022年因俄乌战争而受到英国政府制裁。